# Ingenheim
Pour l’article homonyme, voir Billigheim-Ingenheim.
Ne pas confondre avec Innenheim, commune du canton d'Obernai, ni avec Ingersheim, commune du Haut-Rhin
Ingenheim (prononcé [iŋ(ɡ)ənaim] ) est une commune française de la plaine d'Alsace située à 24,1 km au nord-ouest de Strasbourg dans la circonscription administrative du Bas-Rhin et, depuis le 1er janvier 2021, dans le territoire de la Collectivité européenne d'Alsace, en région Grand Est.
Cette commune se trouve dans la région historique et culturelle d'Alsace.
Village de milieu rural, Ingenheim est intégrée dans la communauté de communes du pays de la Zorn qui regroupe 27 localités autour de Hochfelden.

## Géographie

### Communes limitrophes
| Wilwisheim          | Melsheim  | Hochfelden           |
| Lupstein Littenheim | Ingenheim | Schaffhouse-sur-Zorn |
| Saessolsheim        |           | Duntzenheim          |

### Hydrographie
La commune est dans le bassin versant du Rhin au sein du bassin Rhin-Meuse. Elle est drainée par le canal de la Marne au Rhin, la Zorn, le ruisseau le Koenigsgraben, le ruisseau le Littenheim et le ruisseau le Schwarzgraben,.
Le canal de la Marne au Rhin, d'une longueur totale de 314 km, et 178 écluses à l'origine, relie la Marne (à Vitry-le-François) au Rhin (à Strasbourg). Par le canal latéral de la Marne, il est connecté au réseau navigable de la Seine vers l'Île-de-France et la Normandie.
La Zorn, d'une longueur totale de 96,7 km, prend sa source dans la commune de Walscheid et se jette  dans le canal de la Marne au Rhin à Rohrwiller, après avoir traversé 34 communes.

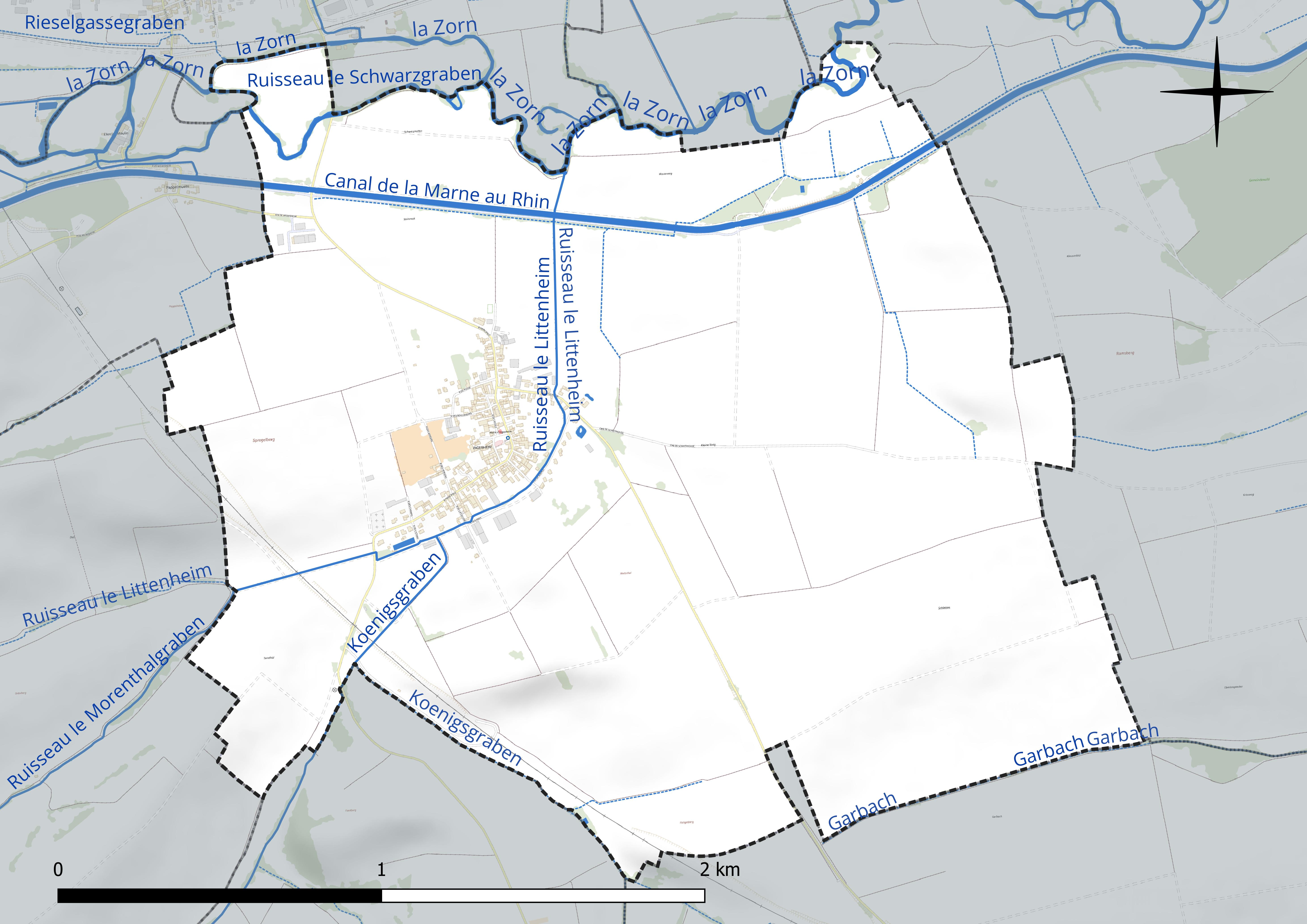
Réseau hydrographique d'Ingenheim.

### Climat
Pour des articles plus généraux, voir Climat du Grand Est et Climat du Bas-Rhin.
En 2010, le climat de la commune est de type climat des marges montargnardes, selon une étude du Centre national de la recherche scientifique s'appuyant sur une série de données couvrant la période 1971-2000. En 2020, Météo-France publie une typologie des climats de la France métropolitaine dans laquelle la commune est exposée à un climat semi-continental et est dans la région climatique  Vosges, caractérisée par une pluviométrie très élevée (1 500 à 2 000 mm/an) en toutes saisons et un hiver rude (moins de 1 °C).
Pour la période 1971-2000, la température annuelle moyenne est de 10,5 °C, avec une amplitude thermique annuelle de 17,6 °C. Le cumul annuel moyen de précipitations est de 722 mm, avec 9,7 jours de précipitations en janvier et 10,4 jours en juillet. Pour la période 1991-2020, la température moyenne annuelle observée sur la station météorologique de Météo-France la plus proche, « Waltenheim-sur-zorn », sur la commune de Waltenheim-sur-Zorn à 8 km à vol d'oiseau, est de 11,3 °C et le cumul annuel moyen de précipitations est de 652,2 mm. 
La température maximale relevée sur cette station est de 38 °C, atteinte le 7 août 2015 ; la température minimale est de −14,9 °C, atteinte le 20 décembre 2009,,.
Les paramètres climatiques de la commune ont été estimés pour le milieu du siècle (2041-2070) selon différents scénarios d'émission de gaz à effet de serre à partir des nouvelles projections climatiques de référence DRIAS-2020. Ils sont consultables sur un site dédié publié par Météo-France en novembre 2022.

## Urbanisme

### Typologie
Au 1er janvier 2024, Ingenheim est catégorisée commune rurale à habitat dispersé, selon la nouvelle grille communale de densité à sept niveaux définie par l'Insee en 2022.
Elle est située hors unité urbaine. Par ailleurs la commune fait partie de l'aire d'attraction de Strasbourg (partie française), dont elle est une commune de la couronne,. Cette aire, qui regroupe 268 communes, est catégorisée dans les aires de 700 000 habitants ou plus (hors Paris),.

### Occupation des sols
L'occupation des sols de la commune, telle qu'elle ressort de la base de données européenne d’occupation biophysique des sols Corine Land Cover (CLC), est marquée par l'importance des territoires agricoles (94,7 % en 2018), une proportion sensiblement équivalente à celle de 1990 (95 %). La répartition détaillée en 2018 est la suivante : 
terres arables (74,3 %), prairies (20,4 %), zones urbanisées (5 %), zones industrielles ou commerciales et réseaux de communication (0,3 %). L'évolution de l’occupation des sols de la commune et de ses infrastructures peut être observée sur les différentes représentations cartographiques du territoire : la carte de Cassini (XVIIIe siècle), la carte d'état-major (1820-1866) et les cartes ou photos aériennes de l'IGN pour la période actuelle (1950 à aujourd'hui).

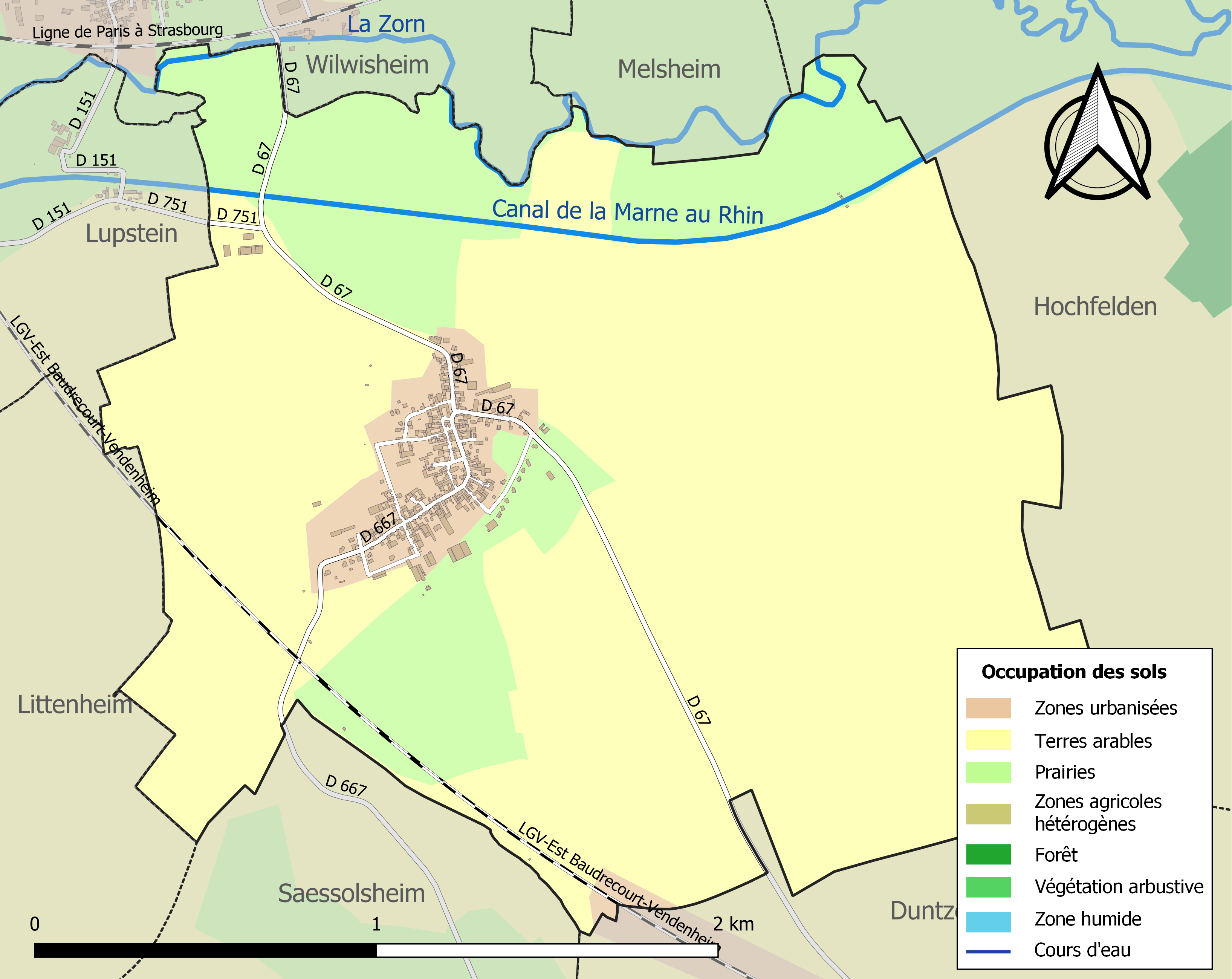
Carte des infrastructures et de l'occupation des sols de la commune en 2018 (CLC).

### Toponymie
Ingenhaim en 739. Provient peut-être du prénom germanique « Ingo » + heim.

## Historique

### Archives de la commune
739 : Boron fait don à Inginhaime de l'héritage de son père Badoco à l'abbaye de Wissembourg, par testament.
1176 : le chevalier Kuno von Ingenheim, partant en Palestine, offre à l'abbaye de Marmoutier des biens qu'il possède à Ingenheim
1197 : le village est retenu comme appartenant au Saint-Empire romain germanique
1224 : à la suite d'un accord avec le Saint Empire Romain Germanique, Ingenheim devient la propriété de l'évêché de Strasbourg. Berthold Ier de Teck devient alors le suzerain du village
1272 : l'évêque de Strasbourg Henri IV de Geroldseck récupère la moitié du village qui avait été engagé aux seigneurs de Lichtenberg
1289 : Margaretha, fille de Eberhar de Hattmatt, fait don de biens à Ingenheim aux frères prêcheurs de Strasbourg
1316 : l'évêque de Strasbourg Jean Ier de Dirpheim inféode le village aux Greifenstein en échange de leurs droits d'avouerie à Saverne
16 février 1352 : Simon de Lichtenberg achète Ingenheim à Eberhar von Greifenstein
1367 : l'abbaye de Saint-Jean-Saverne y possède des biens
1378 : Goetzo von Utweiler vend ses droits à Ingenheim. Un an plus tard, avec son épouse Klara von Waltenheim, ils vendent à Voltz Blochholtz, receveur d'Ingwiller, un tiers de la « maison de pierre » d'Ingenheim et du jardin attenant ainsi que le pigeonnier. Veuve, Klara von Waltenheim vend tous ses droits à Ingenheim
1383 : Voltz dit Blochholtz offre la "maison de pierre" et toutes les dépendances à son seigneur Jean IV de Lichtenberg
1385 : Greda von Waltenheim, épouse Stroseil, rachète une rente à Ingenheim
1386 : Jean IV de Lichtenberg vend le château à l'abbé de Neuwiller puis le rachète en 1424
1405 : accord familial entre les Lichtenberg laissant la jouissance du village à Ulrich et Simon, chanoines de Strasbourg
1440 : à la suite d'un partage, le village revient à Ludwig V -bailliage d'Ingwiller
1444 : le château est ouvert aux Armagnacs et sans doute incendié
1453 : Ludwig V engage le village à un bourgeois de Strasbourg
1479 : en tant que suzerain, l'évêque Albert permet à Emerich Ritter de racheter le fief du village aux héritiers de Johann von Colmar, auquel il était engagé, avec l'accord de Jacob von Lichtenberg
1480 : à l'extinction des Lichtenberg, Ingenheim passe aux comtes de Zweibrücken-Bitsch
XVIe siècle : l'abbaye de Seltz a la plus grande partie des dîmes qu'elle partage avec le curé
1570 : décès de Jakob de Zweibrücken-Bitsch, ses possessions passent à son gendre Philippe V de Hanau-Lichtenberg
1571 : Ingenheim passe à la réforme protestante
1573 : Philippe IV et son fils Philippe V firent rédiger la première "Hanauische KirchenOrdnung"
XVIIe siècle : importante immigration suisse vers Ingenheim notamment les familles Anihaüslin, Bietiger, Bösiger, Bollinger, Brunner, Frey, Friedrich, Haury, Hauser, Hof, Jakob, Kocher, Langecker, Loffel, Meng, Minger, Niederhaüser, Schaub, Schneider, Schweizer, Stahl, Steinmann, Stimmer, Studer, Zimmermann

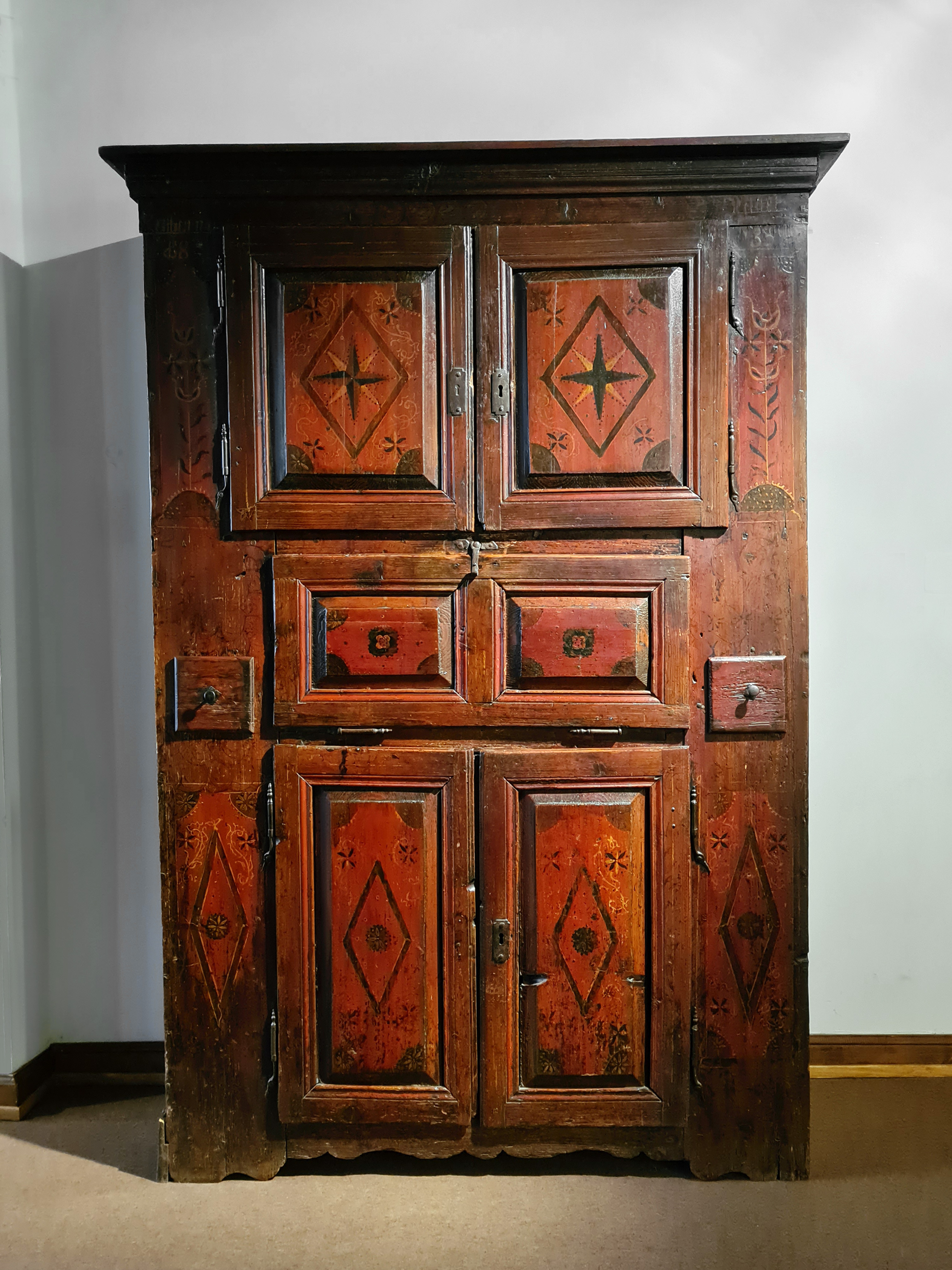
Buffet polychrome d'Ingenheim (1833).

1789 : la révolution française dépouille Louis IX de Hesse-Darmstadt, dernier descendant et résidant à Pirmasens de toutes les possessions alsaciennes. Ingenheim fait alors partie de l'intendance d'Alsace, subdélégation Strasbourg
1790 : rattachement à l'arrondissement de Haguenau
1802 : rattachement à l'arrondissement de Saverne
1871 : rattachement à l'arrondissement de Strasbourg et canton de Hochfelden

### Consistoire
De 1802 à 1853, le village fut le chef-lieu du consistoire qui regroupait autour de lui les communautés protestantes de Dettwiller, Ernolsheim-lès-Saverne, Schwindratzheim, Alteckendorf, Waltenheim-sur-Zorn et Duntzenheim. Ingenheim perdit son statut au profit de Schwindratzheim quand en 1852 la paroisse locale remplaça le consistoire en tant que cellule de base de l'Église protestante.

### Description d'Ingenheim en 1702
« Ingenheim est un lieu situé dans un fond dont l'église a un clocher vouté, son cimetière renfermé d'une bonne muraille haute de six à sept pieds. »

## Politique et administration

### Liste des maires
| Période                                  | Période                   | Identité                                         | Étiquette | Qualité |
| ---------------------------------------- | ------------------------- | ------------------------------------------------ | --------- | ------- |
| Les données manquantes sont à compléter. |                           |                                                  |           |         |
| mars 2001                                | 2014                      | Jean Vix                                         |           |         |
| 2014                                     | En cours (au 31 mai 2020) | Gérard Schweitzer Réélu pour le mandat 2020-2026 |           |         |

## Population et société

### Démographie
L'évolution du nombre d'habitants est connue à travers les recensements de la population effectués dans la commune depuis 1793. Pour les communes de moins de 10 000 habitants, une enquête de recensement portant sur toute la population est réalisée tous les cinq ans, les populations de référence des années intermédiaires étant quant à elles estimées par interpolation ou extrapolation. Pour la commune, le premier recensement exhaustif entrant dans le cadre du nouveau dispositif a été réalisé en 2006.

En 2022, la commune comptait 375 habitants, en évolution de +15,03 % par rapport à 2016 (Bas-Rhin : +3,17 %, France hors Mayotte : +2,11 %).
| 1793 | 1800 | 1806 | 1821 | 1831 | 1836 | 1841 | 1846 | 1851 |
| ---- | ---- | ---- | ---- | ---- | ---- | ---- | ---- | ---- |
| 517  | 500  | 622  | 680  | 760  | 775  | 680  | 688  | 651  |

| 1856 | 1861 | 1866 | 1871 | 1875 | 1880 | 1885 | 1890 | 1895 |
| ---- | ---- | ---- | ---- | ---- | ---- | ---- | ---- | ---- |
| 539  | 510  | 531  | 545  | 543  | 538  | 483  | 509  | 541  |

| 1900 | 1905 | 1910 | 1921 | 1926 | 1931 | 1936 | 1946 | 1954 |
| ---- | ---- | ---- | ---- | ---- | ---- | ---- | ---- | ---- |
| 529  | 513  | 517  | 444  | 456  | 442  | 419  | 375  | 358  |

| 1962 | 1968 | 1975 | 1982 | 1990 | 1999 | 2006 | 2011 | 2016 |
| ---- | ---- | ---- | ---- | ---- | ---- | ---- | ---- | ---- |
| 335  | 307  | 304  | 302  | 296  | 301  | 360  | 333  | 326  |

| 2021 | 2022 | - | - | - | - | - | - | - |
| ---- | ---- | - | - | - | - | - | - | - |
| 359  | 375  | - | - | - | - | - | - | - |

## Culture locale et patrimoine

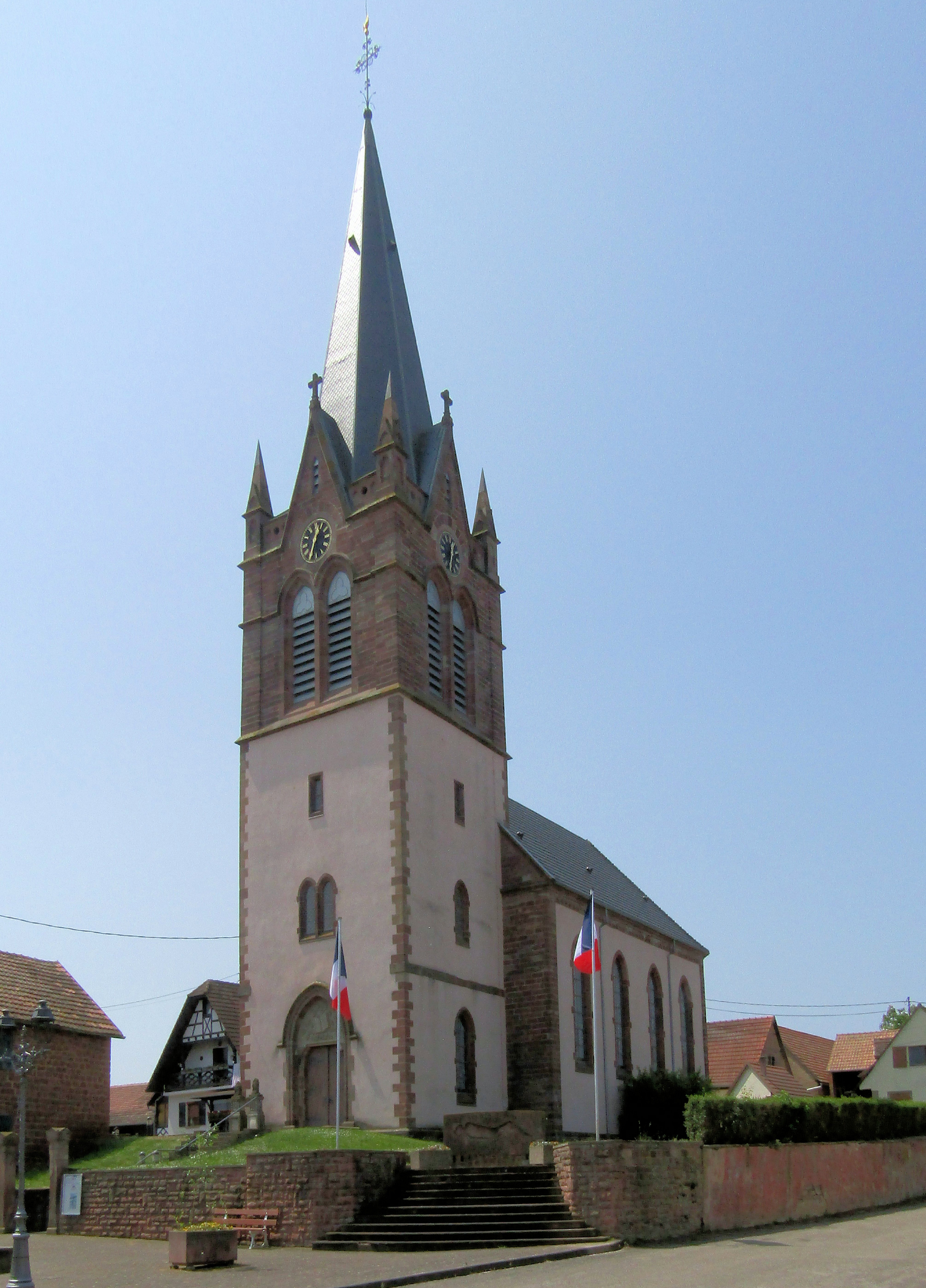
L'église Saint-Ulrich.

### Lieux et monuments
- L'église protestante Saint-Ulrich.

La nef et le chœur furent construits en 1884, après qu'un incendie eut ravagé l'ancienne construction.
La tour-chœur datant de la fin du Moyen Âge fut transformée en tour-porche et surélevée de deux niveaux.
La cloche de 1700 qui indique les noms de ses fondeurs
« BENEDICTUM SIT NOMEN DOMINI ZACHARIAS ROHR UND IOHANNES GUNTHER GOSEN MICH IN STRASBURG ANNO 1700 » ainsi que les noms du Schuldtheiss, du Heimburger et des échevins de cette époque : « HERR IOHANN CHRISTIAN BRANDT PFARRER ZU INGENHEIM. MICHELS HANS SHULDHEIS. GEORG EBERLIN HEIMBURGER UND DES GERICHTS. GEORG LIENHARDT. HANS WECKEL. HANSEN PAULEN. CLAUS SCHWARTZ. IOHANNES GITZ. IACOB RUMANN. LEONHARDT RIETINGER. ALLE DES GERICHTS »
- Le cimetière de 1890.

### Personnalités liées à la commune
- Jean-Pierre Portschy (1749-1828), général des armées de la République, y est décédé.
- Pavel Canda (1930-1945), artiste-peintre juif d'origine tchèque.
- Catherine Trautmann (1951-), femme politique française y possède une résidence secondaire.

### Héraldique
| Blason de Ingenheim | Blason  | De gueules au fer de lance d'argent. |
| Blason de Ingenheim | Détails |                                      |